# 莱维茨凯
47°42′10″N 30°43′8″E / 47.70278°N 30.71889°E
莱维茨凯（羅馬化：Levytske），2024年9月前名为赫拉日達尼夫卡（Гражданівка），是烏克蘭南部尼古拉耶夫州五一城區弗拉迪伊夫卡市镇的村莊，始建於1899年，面積0.68平方公里，海拔高度145米，2001年人口195，人口密度每平方公里286.8人。
2024年9月19日，乌克兰最高拉达将此村的名字改为莱维茨凯。